# Urraca López de Haro
Urraca López de Haro (c. 1160-c.1230), miembro de la Casa de Haro, era hija del conde Lope Díaz I de Haro, señor de Vizcaya, y de la condesa Aldonza, fundadores del monasterio de Cañas en 1169. Reina consorte de León por su matrimonio con el rey Fernando II, después de enviudar, fundó el monasterio de Santa María la Real de Vileña, donde falleció y recibió sepultura.

## Biografía
Hacia 1182, Urraca se convirtió en amante del rey Fernando II y después de la defunción de la segunda esposa del rey, Teresa Fernández de Traba, ella y sus hermanos recibieron varias mercedes del monarca leonés. En 1186, su hermano García López fue nombrado alférez del rey y en 1187, otro hermano, Diego obtuvo la tenencia de la Extremadura leonesa. Coincidiendo con su matrimonio en mayo de 1187, el rey le hizo donación de los señoríos de Monteagudo y Aguilar. Pocos meses después de su matrimonio, que duró unos nueve meses, Urraca, que sabía que se acercaba el final de la vida del rey, quiso elevar al trono de León a su único hijo superviviente, Sancho Fernández de León, en perjuicio del infante Alfonso, hijo primogénito de Fernando II y de la reina Urraca de Portugal. Para lograr su propósito, sostuvo que el nacimiento del infante Alfonso era ilegítimo, ya que el matrimonio de sus padres había sido anulado a causa de los lazos de sangre existentes entre ambos cónyuges. El rey Fernando desterró entonces a su hijo primogénito, lo que supuso un triunfo para su madrastra, que se esforzó en que su hijo Sancho heredase el trono a la muerte de su padre, aunque dicha pretensión obtuvo pocos apoyos, incluso entre sus parientes, debido a la corta edad del infante. Urraca también se enfrentó a los Traba que defendían los derechos del infante Alfonso, que se había criado con ellos, así como a los Lara, hijos de Teresa Fernández de Traba, la segunda esposa del rey Fernando.
Tras la muerte del rey Fernando en la ciudad zamorana de Benavente el 22 de enero de 1188, su viuda se refugió en Castilla, donde reinaba Alfonso VIII, sobrino del difunto rey, y confió la tenencia de sus castillos leoneses a su hermano Diego López II de Haro, aunque Alfonso IX de León, temeroso del poder de la familia Haro, pactó con su primo el rey Alfonso VIII, atacó y se apoderó de las fortalezas que la reina Urraca poseía en el reino de León.
En 1213, el conde Álvaro Núñez de Lara, esposo de Urraca Díaz de Haro, entregó a la reina viuda, tía de su esposa, varias propiedades que había adquirido en La Bureba, localizadas en Santa María Ribarredonda y en los montes de Petralata, así como un pozo de salmuera en Poza de la Sal. Después de haber muerto el conde, Urraca -con estas propiedades, más otras adquiridas o que le fueron donadas- dotó y fundó en 1222 el monasterio de Santa María la Real de Vileña, que fue incorporado a la Orden del Císter, donde tomó los hábitos y se retiró. Se ha dicho, erróneamente, que la reina Urraca López de Haro, esposa del rey Fernando II, fue abadesa en el monasterio de Cañas. Sin embargo, la abadesa en Cañas fue su sobrina la condesa Urraca Díaz de Haro, hija de su hermano Diego López II de Haro.

## Urraca en la documentación

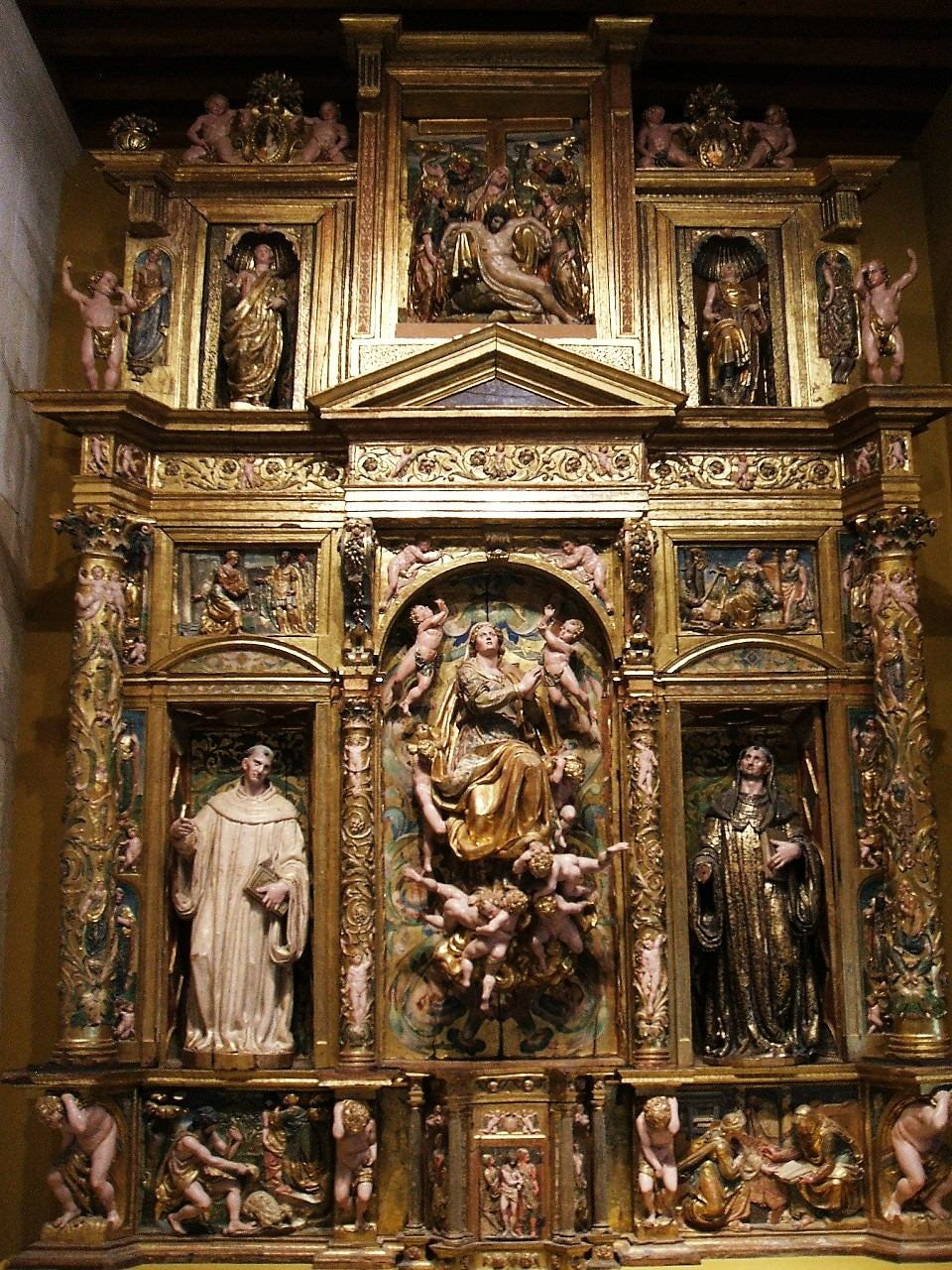
Retablo de la Asunción del desaparecido monasterio de Santa María la Real de Vileña

Urraca aparece en múltiples ocasiones en la documentación medieval. Algunas de estas apariciones son las siguientes:
- En agosto de 1183, el rey Fernando II donó a Urraca López la tierra de Villamor, Burón y Omaña.[9]
- El 1 de julio de 1190, Alfonso VIII de Castilla hizo donación a Urraca de las villas de Vileña, La Vid de Bureba y Villaprovedo, así como el heredamiento real de Vesga y los montes de Piedralada.[10]
- El 2 de febrero de 1194, la reina Urraca confirmó al monasterio de San Salvador de Oña la posesión de los montes de Piedralada, los cuales habían sido concedidos a dicho monasterio por Alfonso VIII de Castilla un año antes, pro amore de domno Didaco meo fratre. Confirma la donación su hijo el infante Sancho Fernández de León y el hermano de Urraca, Diego López II de Haro.[11]
- En 1195 la reina Urraca junto con sus hijos Sancho Fernández de León y María Núñez hicieron una donación de una heredad en Mahude.[12]
- El 15 de abril de 1222, por su alma y la de sus hijos, entregó toda su heredad en Vileña y en otros doce lugares a la comunidad del monasterio de las Huelgas de Burgos para que dichas propiedades formaran parte de la dotación del monasterio que, perteneciente al Cister, se fundó en ese año en el municipio de Vileña, con Elvira García como primera abadesa.[13]
- El 10 de mayo de 1224, el papa Honorio III expidió un documento dirigido a la reina Urraca, ya religiosa en este monasterio y a las demás monjas, por el que toma bajo su protección el lugar en el que están, así como a sus vasallos de La Vid y Villaprovedo y también todas sus posesiones. Esta es la última mención de la reina Urraca en la documentación del monasterio.[14]

## Descendencia
Contrajo un primer matrimonio con un pariente de su madre, el magnate gallego Nuño Meléndez,, hijo de Melendo Núñez y de María Fróilaz, hija del conde Fruela Díaz, y de la condesa Estefanía Sánchez—. Tuvieron una hija: 
- María Núñez (m. 1255), quien aparece haciendo una donación junto con su madre y hermano Sancho en 1195 en el monasterio de Santa María de Trianos. Entre 1234 y 1246, María fue, si no abadesa, administradora temporal del monasterio fundado por su madre.[17] Fue monja en el monasterio de Santa María de Carrizo, fundado por la prima de su padre, la condesa Estefanía Ramírez, y desde el monasterio de Gradefes fundó el monasterio cisterciense de Santa María de Otero de las Dueñas.[18]

Fruto de su matrimonio con el rey Fernando II de León, con quien casó en mayo de 1187, nacieron tres hijos:
- García Fernández de León (1182-1184), nacido antes de que sus padres contrajeran matrimonio, murió siendo un niño y fue sepultado en el Panteón de Reyes de San Isidoro de León.
- Alfonso Fernández de León (1184-c.1188).
- Sancho Fernández de León (1186-1220), II señor de Monteagudo y Aguilar, que había heredado de su madre.

## Sepultura

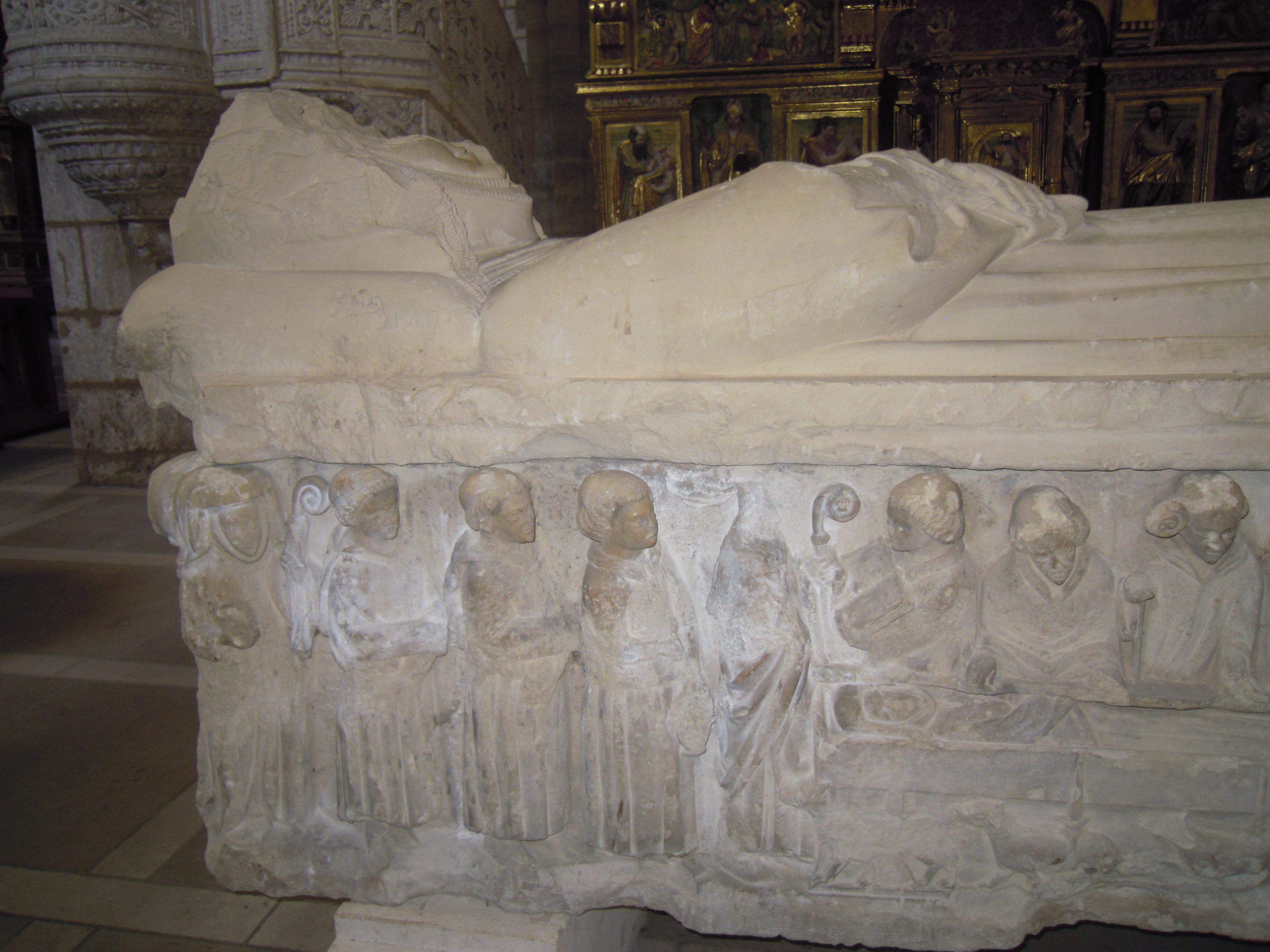

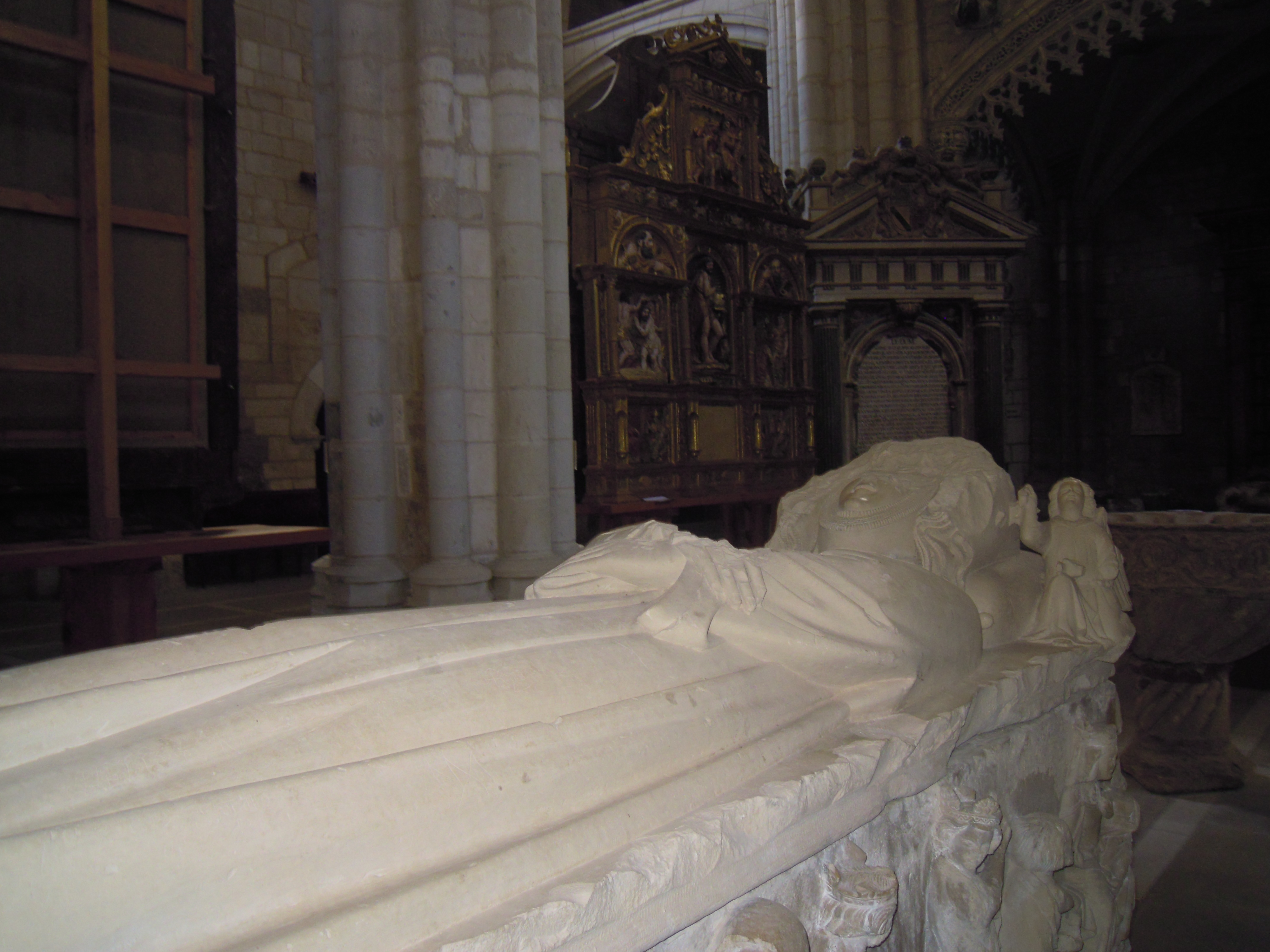

La reina Urraca fue enterrada en un sepulcro de piedra que fue colocado en el presbiterio de la iglesia del monasterio de Santa María la Real de Vileña, que ella había fundado. Su sepulcro se encontraba en el Museo de Santa María la Real de Vileña en Villarcayo, trasladado ahí después del incendio que destruyó dicho monasterio en 1970. Actualmente se expone en el Museo del Retablo en Burgos, ya que el museo del monasterio de Vileña cerró una vez que se marcharon las últimas tres monjas que residían en el nuevo monasterio en Villarcayo. Lo describe Inocencio Cadiñanos Bardeci de la siguiente manera:

La figura yacente de la reina es de gran tamaño, tallada en un solo bloque de piedra. Aparece someramente trabajada, vestida de monja, como consta que lo fue en sus últimos años. La cabeza descansa sobre una almohada, encuadrada por figuritas muy mutiladas de ángeles turiferarios. El sonriente rostro ovalado está centrado por la gran toca plisada. Desde la nariz para arriba la cara de Doña Urraca se halla muy estropeada. Las manos, de largos dedos, aparecen cruzadas sobre el vientre, la superior casi desaparecida. Una sencilla túnica de plegados someros y casi paralelos, cubre el resto de su cuerpo. A los pies, los pliegues son numerosos. Una inscripción nos recuerda que allí descansa DOÑA hURRACA hYJA DeL CONDE DON LOPE DÍAZ / MVGER DEL REY DON FERNANDO DE LEON